# Jolene Purdy
Jolene Purdy (Redondo Beach, 9 december 1983) is een Amerikaanse actrice.

## Biografie
Purdy doorliep de high school aan de Redondo Union Highschool in haar geboorteplaats Redondo Beach waar zij in 2002 haar diploma haalde.

## Carrière
Purdy begon in 2001 met acteren in de film Donnie Darko, waarna zij nog meerdere rollen speelde in films en televisieseries. Zij speelde onder andere in 10 Things I Hate About You en Under the Dome.

## Filmografie

### Films
- 2023 Unseen - als Sam
- 2001 Donnie Darko - als Cherita Chen

### Televisieseries
Uitgezonderd eenmalige gastrollen.
- 2022 Firefly Lane - als Justine Jordan - 6 afl.
- 2021 WandaVision - als Beverly - 3 afl.
- 2019 The Magicians - als Shoshana - 3 afl.
- 2018 The Resident - als Olivia Tan - 2 afl.
- 2016-2017 Orange Is the New Black - als Stephanie Hapakuka - 19 afl.
- 2014 Benched - als Micah - 12 afl.
- 2013-2014 Under the Dome - als Dodee Weaver - 9 afl.
- 2010-2011 Gigantic - als Piper Katins - 18 afl.
- 2009-2010 10 Things I Hate About You - als Mandella - 8 afl.
- 2008 Do Not Disturb - als Molly - 5 afl.

- Library of Congress Control Number: no2009110166
- Virtual International Authority File: 91165558
- WorldCat: E39PBJgmRy8DHTWyDGmmDxd84q